# نوشی دادگستر

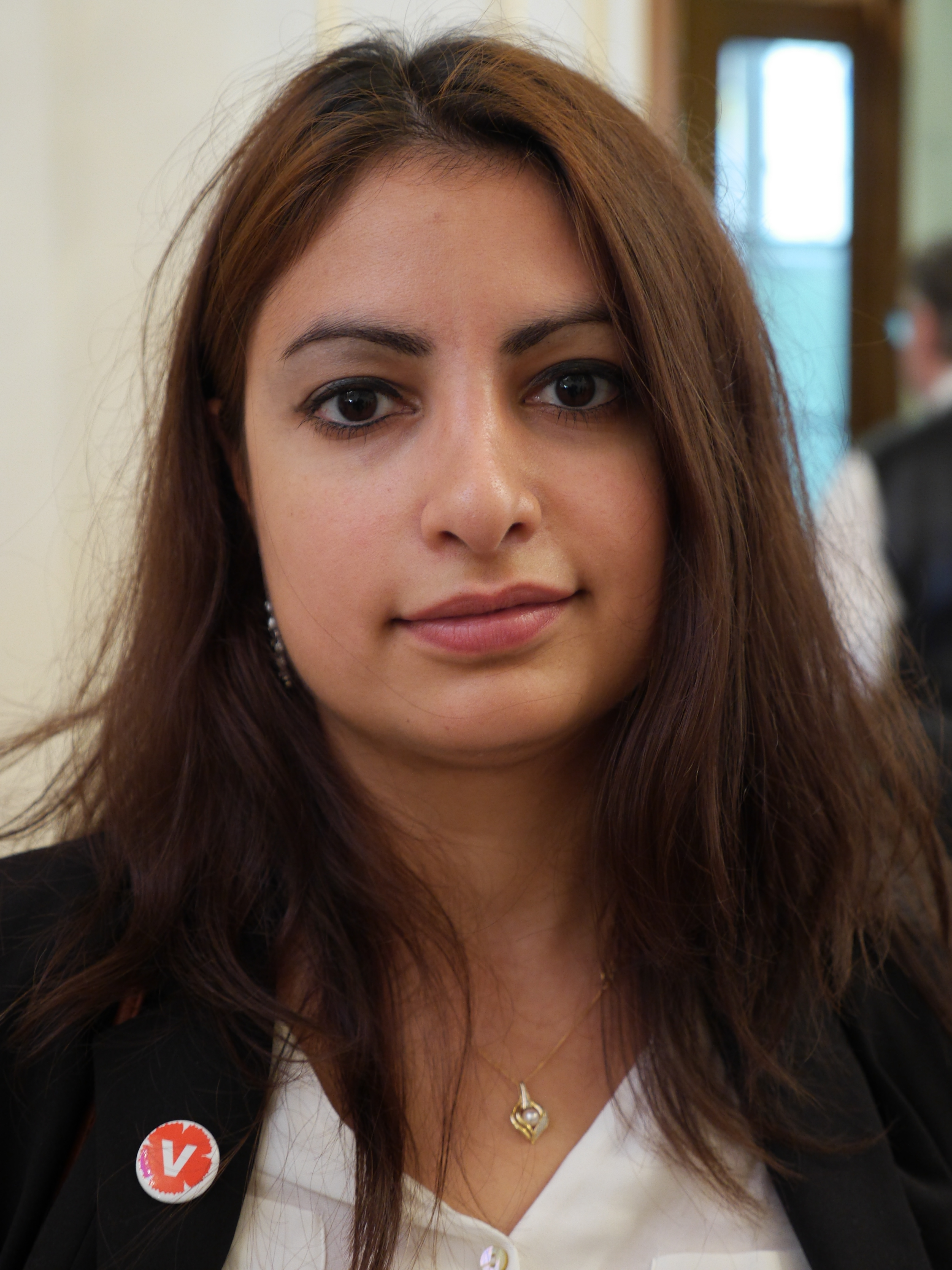
دادگستر در سال ۲۰۱۵

مهرنوش «نوشی» دادگستر، (به انگلیسی: Nooshi Dadgostar) (زاده ۲۰ ژوئن ۱۹۸۵ در انگلهولم) سیاستمدار سوئدی، رهبر حزب چپ (سوئد) و عضو نهاد قانونگذاری ملی و عالی‌ترین نهاد تصمیم‌گیری آن کشور معروف به ریکسداگ است.
پدر و مادر نوشی دادگستر در آغاز دهه ۱۹۸۰ از ایران به سوئد مهاجرت کردند. او در جزیرهٔ هیسینگن شهر یوتبری بزرگ شده‌است.
در ۳ فوریه ۲۰۲۰، نوشی دادگستر اعلام کرد که پس از یوناس خوستت نامزد برای رهبری حزب خود خواهد شد. و نوشین الان رهبر حزب چپ است.